# Waaliaduif
De waaliaduif of waaliapapegaaiduif (Treron waalia) is een vogel uit de familie Columbidae (duiven).

## Herkenning
De kop en nek van de doffer zijn grijsgroen, evenals de bovenstaartdekveren. De onderstaartdekveren vertonen gelijkenis met de bovenstaartdekveren, echter hier schemert een bruinrode kleur vaag doorheen. De veren zelf zijn gebandeerd met witte randen. De vleugels bevatten een mengeling van diepzwart, donkerrood en donker groenachtig goudgeel. De rugzijde is donkergroen met een gele doorschijn. De onderzijde is geel met een groene glans op de flanken. De ogen zijn blauw met een gele rand, de snavel is staalblauw (met een rode washuid) en de poten zijn geel. Het vrouwtje is qua tinten vrijwel gelijk aan de doffer, maar is iets kleiner in lengte. Het rood is, vooral in de vleugels, iets minder duidelijk en scherp. De lichaamslengte bedraagt ongeveer 30 centimeter en het gewicht is 251 tot 268 gram.

## Verspreiding en leefgebied
Deze soort komt voor van Senegal en Gambia tot Eritrea, Ethiopië, Somalië en Oeganda, ook het zuidwestelijk Arabisch Schiereiland.
Het leefgebied ligt in de Sahel in dicht begroeide stukjes bos in een verlaging in het landschap rondom een waterbron en soms ook in terrein met doornig struikgewas in de savanne.

## Status
De grootte van de wereldpopulatie is niet gekwantificeerd, maar de soort komt plaatselijk nog talrijk voor. Deze duif gaat echter in aantal achteruit, maar het tempo ligt onder de 30% in tien jaar (minder dan 3,5% per jaar). Om deze redenen staat de waaliapapegaaiduif als niet bedreigd op de Rode Lijst van de IUCN.